# Svante Samuelsson
Svante Lennart Samuelsson (* 4. September 1972 in Kungälv) ist ein ehemaliger schwedischer Fußballnationalspieler.

## Laufbahn
Samuelsson begann 1979 mit dem Fußballspielen bei Vallens IF. 1989 wechselte er zum Zweitligisten Kalmar FF. Bis 1993 lief er für den Klub auf. Anschließend ging er zum Ligarivalen Örgryte IS, mit dem er auf Anhieb Zweitligameister wurde und in die Allsvenskan aufstieg. Bis 1998 lief er in 75 Erstligapartien für den Traditionsverein auf, ehe er nach Norwegen zu Brann Bergen wechselte. 2002 kehrte er nach Schweden zurück und schloss sich AIK Solna an. Nachdem er in seiner ersten Saison noch Stammspieler war, kam er dort in seinem zweiten Jahr nur noch zu neun Einsätzen. Daher verließ er den Klub und kehrte zu Kalmar FF zurück. Dort beendete er 2005 seine aktive Laufbahn.
Samuelsson debütierte am 12. Februar 2001 im Rahmen des King’s Cup in der schwedischen Nationalmannschaft, als sich die Landesauswahl 2:2-Unentschieden von der chinesischen Auswahl trennte. Beim 0:0-Unentschieden gegen Katar zwei Tage später absolvierte er sein zweites und letztes Länderspiel.